# Максим Тірський
Касій Максим (середина II ст. н. е.) — давньогрецький красномовець та філософ часів імператорів Антоніна Пія, Марка Аврелія та Коммода.

## Життєпис
Народився у м.Тір (Фінікія). Про родину та особисте життя нічого не відомо. З молодих років займав риторикою, філософією у русі платонізму те еклектіки. Переїхав до афін, де викладав у відомій філософській школі. Став один з попередників неоплатонізму.

## Творчість
Промови Максима Тірського писані гарною та правильною мовою, аттичною говіркою давньогрецької мови. Вважався один з відоміших красномовців Римської імперії. Втім усе своє життя прожив у Афінах.
У філософії займався питаннями взаємостосунків богів та людей. Максим вважав, що Бог є вищою істотою, єдиною та неподільною, хоча його й називають різними іменами. Існують посередники між Богом та людиною, яких Максим Тірський називав «демонами» (у Сократовому сенсі). Вони живуть на межі між небом і землею. Душа, на думку філософа, в багато в чому має велику схожість з божественністю, вона частково смертна, частково безсмертна. Коли звільняється від пут тіла, стає демоном. Життя є сон душі, з якої він прокидається в момент смерті.
Всього зберіглося 41 есе Максима Тірського

## Твори
- Демон Сократа.
- Сократ та любов.
- Про задоволення.
- Про тех, хто залучає друзів.
- Про життя кініка.